# جون موريسون (لاعب كرة قدم أسترالية)
جون موريسون (بالإنجليزية: John Morrison)‏ هو لاعب كرة قدم أسترالية أسترالي، ولد في 22 سبتمبر 1947.

## وصلات خارجية
- جون موريسون على موقع AustralianFootball.com (الإنجليزية)
- جون موريسون على موقع AFLtables.com (الإنجليزية)